# Макъюэн, Том
Томас Брюс Макъюэн (англ. Thomas Bruce McEwen; род. 10 мая 1991, Лондон) — британский конник, двукратный олимпийский чемпион в командном троеборье (2020 и 2024).

## Спортивная карьера
В 2010 и 2011 годах Макъюэн входил в состав европейской команды молодых всадников по конному спорту. В 2010 году выиграл золотую медаль в командных соревнованиях на лошади Major Sweep, а в 2011 году завоевал ещё одно командное золото на лошади Private Rudolph. В 2007 году он был в составе европейской команды по конному спорту на пони, завоевавшей золотую медаль на лошади Dick Taytoe.
На Всемирных конных играх 2018 года он выступал на лошади Toledo de Kerser, заняв 12-е место в личном зачетё и помог команде GBR завоевать командное золото. В 2019 году он выиграл соревнования CCI***** в Этуаль де По на лошади Toledo de Kerser.
Макъюэн и Toledo de Kerser были отобраны представлять Великобританию на летних Олимпийских играх 2020 года и завоевали золото в командном зачетё.
За заслуги в конном спорте в 2022 году Макъюэн был награждён орденом Британской империи (MBE).
В июне 2024 года он был утверждён в качестве члена команды Великобритании, которая выступит на летних Олимпийских играх 2024 года в Париже на лошади JL Dublin.